# Heinrich Bernhard Christian Brandes
Heinrich Bernhard Christian Brandes (* 10. April 1819 in Breslau; † 19. März 1884 in Leipzig) war ein deutscher Historiker. Er lehrte an der Universität Leipzig.

## Leben
Der Sohn von Heinrich Wilhelm Brandes begann 1839 ein Studium an den Universitäten Göttingen und Leipzig. 1844 promovierte er in Leipzig zum Doktor phil. und habilitierte dort 1850 für Geschichte.
Nach der Habilitation war Brandes an der Fakultät für Philosophie zunächst Privatdozent, seit 1865 dann außerordentlicher Professor für Geschichte. Außerdem bekleidete er seit 1853 die Bibliothekarsstelle der Stadtbibliothek Leipzig.

## Werke (Auswahl)
- Beiträge zur Charakteristik des Herzogs und Kurfürsten Moritz und seiner Regierung (Leipzig 1853; Online)
- Das ethnographische Verhältnis der Kelten und Germanen (Leipzig 1857; Online)
- Grundriß der sächsischen Geschichte (Leipzig 1860)
- Bericht über die Germanistische Gesellschaft an der Universität Leipzig. Leipzig:	Dürr, 1863. (Online)
- Die Lauenburgische Erbfolgefrage (Leipzig 1864)
- Ueber das Zeitalter des Geographen Eudoxos und des Astronomen Geminos (Leipzig 1866)
- Ueber die geographischen Kenntnisse der alten Aegypter. In: Neunter Jahresbericht des Vereins von Freunden der Erdkunde zu Leipzig. J. C. Hinrichs’sche Buchhandlung, Leipzig 1870, S. 32–48. (Online)
- Die Königsreihen von Juda und Israel nach den biblischen Berichten und den Keilinschriften (Leipzig 1873)
- Abhandlungen zur Geschichte des Orients im Altertum (Halle 1874)